# 扼流圈
扼流圈（英語：Choke）是一种用来减弱电路裡高频电流的低阻抗线圈。在电子设备和电器的電源供應、电力电子设备和高频设备裡都有扼流圈使用。为了提高其电感扼流圈通常有一软磁材料制的鐵心。

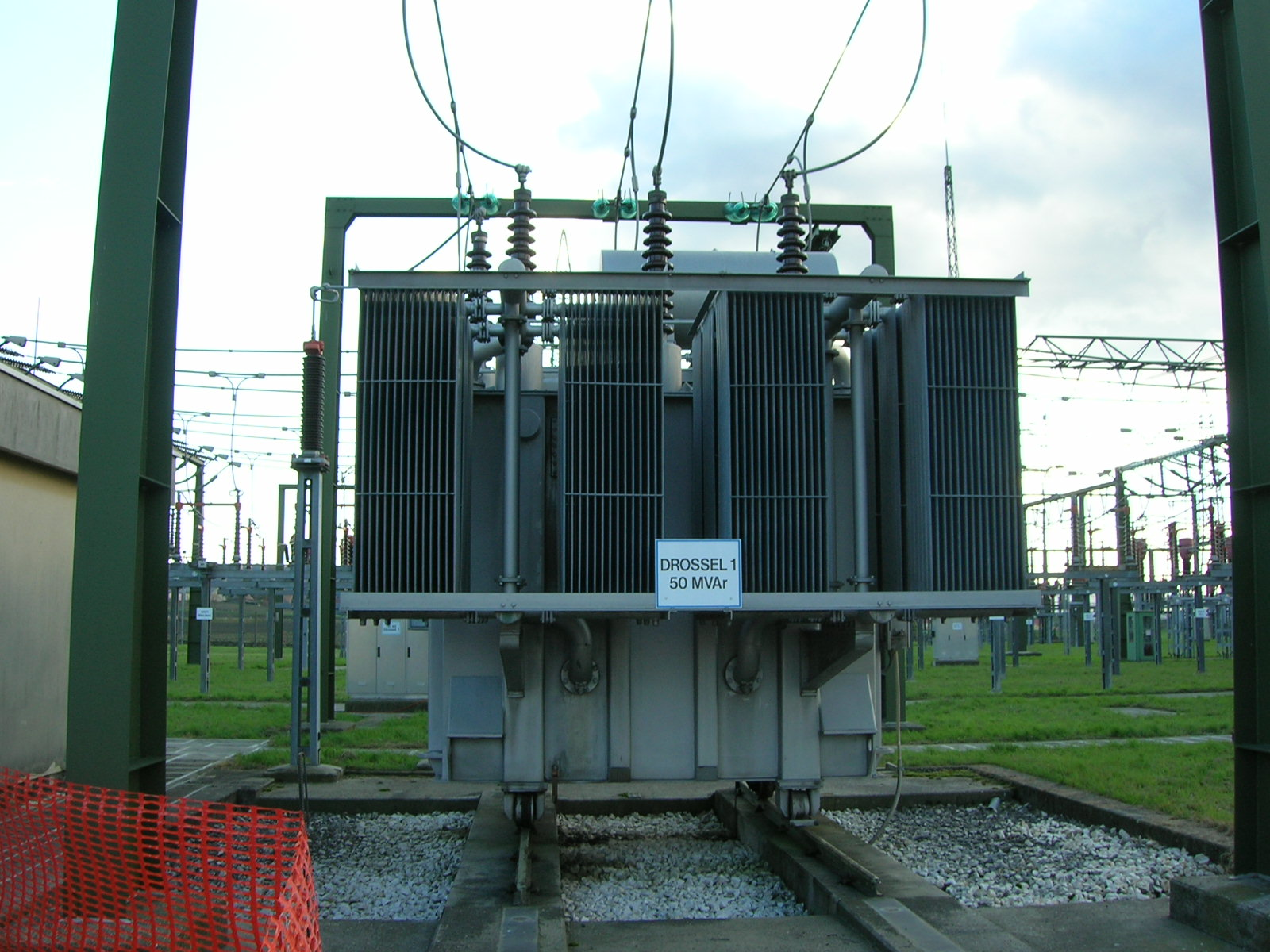
这个变电厂里使用的110千伏扼流圈有50兆伏安反应的无功功率，它的作用在于无功补偿

## 造型

### 环芯扼流圈

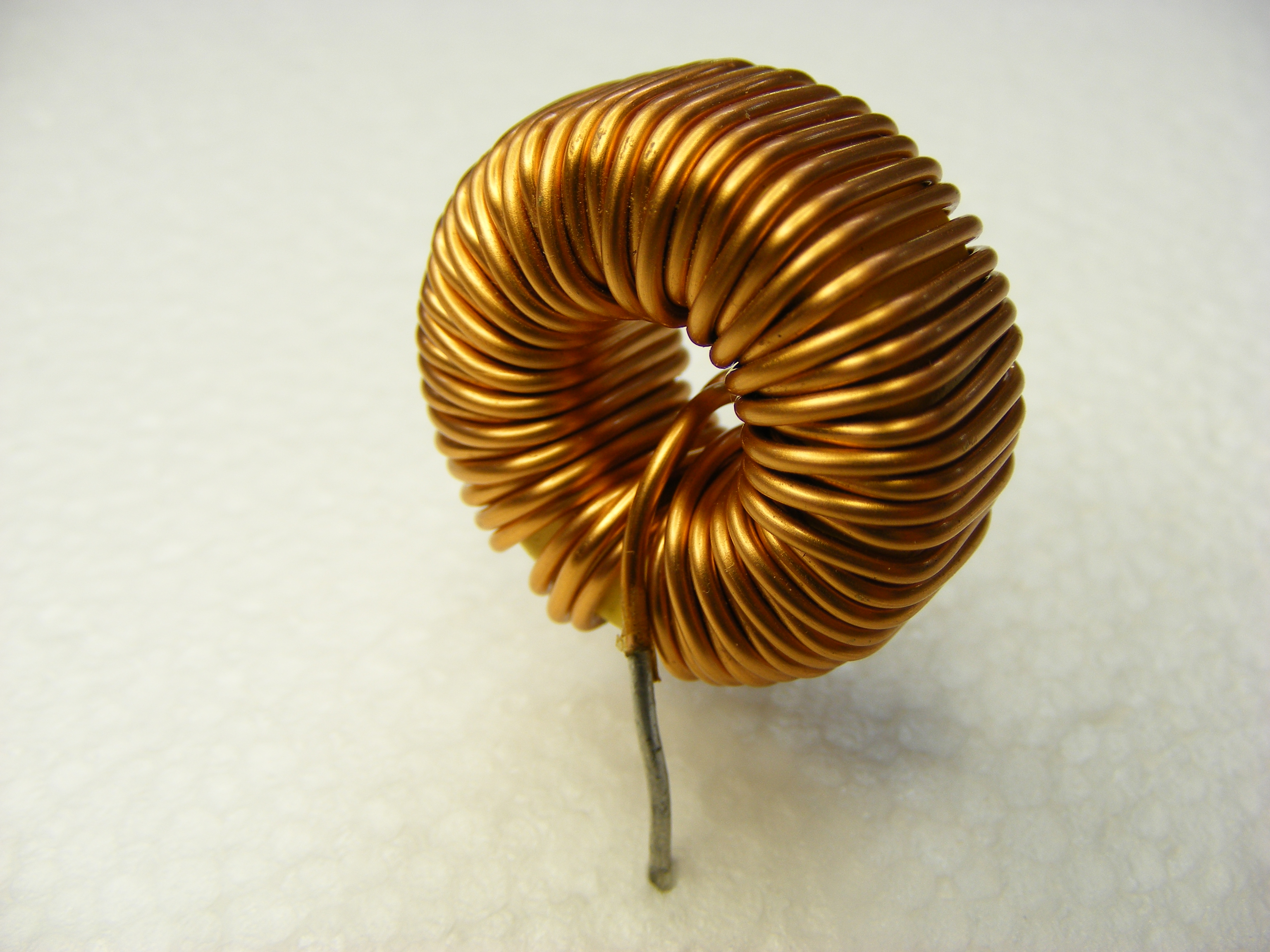
环形扼流圈

环芯扼流圈有一个铁素体或者粉制的环形核心。这个环状核心也可以用晶体或者非晶金属带组成。这个环状核心组成一个完整的磁路，因此它只有很小的弥散磁场。这提高电磁兼容性，由于磁场的损失很小，也提高耦合度。极度的环形扼流圈是环绕电线的铁氧体磁珠。

### 棒芯扼流圈
棒芯扼流圈的磁路是开放的。但是它们能够承受比较强的磁强度，假如它们只是裹一层电线的话，它们本身的电容比较小，因此它们适用于极高频电路。在高频电路里的棒芯扼流圈使用铁氧体，在电源里使用电纸作为核心。

### 空芯扼流圈
在极高频技术里人们使用空芯扼流圈。这样的扼流圈的芯没有铁氧体，因此它没有磁饱和，没有涡电流和迟滞导致的损失。但是相对于铁或者铁氧体扼流圈它需要更多线圈来达到同样的电感。这意味着它的电阻比较大。

### 铁芯
大多数扼流圈有一铁磁铁芯，这样的扼流圈比起空芯扼流圈来可以使用少得多的线圈来达到同样的电感。但是假如电流太强的话铁芯会饱和，这时的电感就要减小许多，电流也会变态。此外假如流过线圈的是交流电的话在铁芯里会出现涡电流。为了降低涡电流，芯里的导电物质必须被互相之间隔绝，在变压器里沿磁场方向铁芯由多层相互隔绝的铁板组成，或者铁芯甚至由铁磁粉组成。
铁氧体材料不导电，但是拥有铁磁性，因此铁氧体芯扼流圈没有涡电流损失，可以在极高频电路里使用。在高电流下由于铁氧体的饱和电感比其它材料低，因此它容易达到饱和。通过使用开放磁路的芯或者在芯里保留一道空缝可以防止它达到饱和。

## 抑制扼流圈
扼流圈的作用在于不影响或者很少影响直流和低频电流，但是通过它们的高电感有效地压抑高频交流电。目的在于降低高频辐射。由于所有在它们后面的电路的电流都要流过扼流圈，因此它们的电线一般比较粗，来降低电阻损失。
解除干扰用的扼流圈需要在尽量宽的频带上拥有高的阻抗。因此它们需要有高电感和同时低电容。这个要求往往不能通过一个造型达到，而许多组合多个不同性能的扼流圈。

### 共模扼流圈

共模扼流圈的电路图

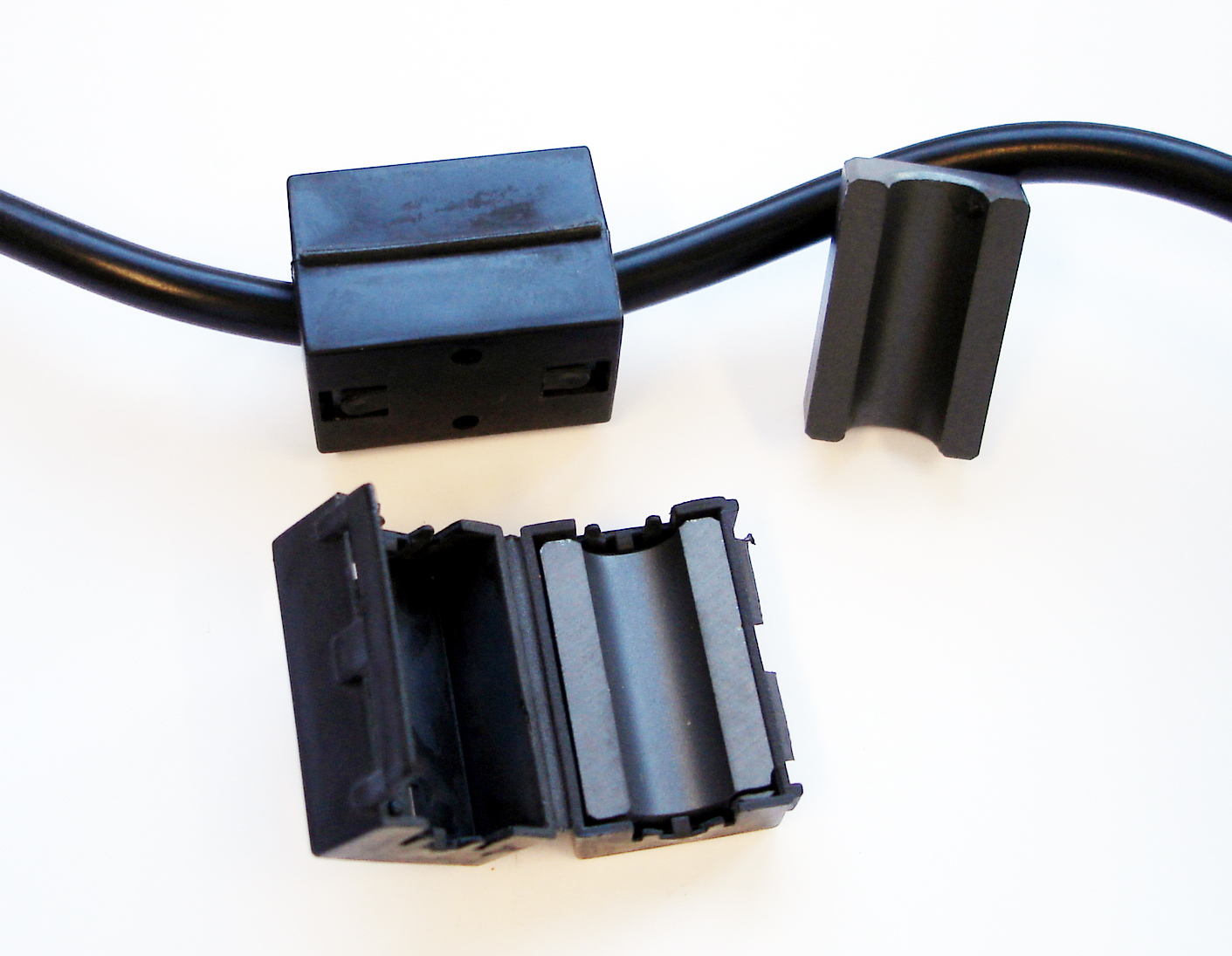
铁素体芯的原理和共模扼流圈相同

共模扼流圈有多个同样的线圈，电流在这些线圈里反向流，因此在扼流圈的芯里磁场抵消。共模扼流圈常被用来压抑干扰辐射，因为这样的干扰电流在不同的线圈里反向。对于这样的电流共模扼流圈的电感非常高。共模扼流圈常被放在开关电源和电源滤波器的入口和出口。
一种特别简单的共模扼流圈是让电线穿过铁素体环芯，不过它们只有在极高频时（甚高频）才有压抑干扰的作用。这种极小的共模扼流圈被用在I/O总线和开关电源的入口。这样的扼流圈有各种各样的形式，有织成的，有圆柱形的或者扁的，也有可以分开的铁素体芯。
共模扼流圈不能压抑摸干扰。在实践中可以通过巧妙地排列共模扼流圈利用它们固有的电感来削弱摸干扰。
共模扼流圈经常由一块、环状的铁素体芯、E状或者D状组成。电线绕在芯上。把每个线圈绕在多个腔上可以减少电容，把其共振频率和效应频率提高。

## 镇流器
气体放电管需要一个镇流器，这个镇流器一般包含一个扼流圈。通过它的虚电阻它可以有效地限制电流强度，通过一个起动电流的帮助它可以向荧光灯提供开启时所需要的高电压。
传统镇流器里的扼流圈由留一道气缝的电工钢板作为芯，电子镇流器里的扼流圈使用铁氧体芯。大的整流器使用线扼流圈来提高导通角和降低线路谐波。

## 存储扼流圈
在低能开关电源里存储扼流圈被用来存储磁能。这样的扼流圈的铁氧体芯往往被一道气缝中断。为了稳固这个缝隙它往往被使用非导磁物质如纸、塑料或者树脂填充。存储在扼流圈里的能量几乎完全集中在这道气缝里，芯的作用仅仅在于引导磁场。缝的作用在于降低磁感应强度，它防止芯材料饱和，保证在强磁场中电感依然是线性的。存储扼流圈的芯因此不是由被中断的磁路组成，就是由烧结金属或者非晶态的或者微晶体的金属环组成。
烧结金属一般使用铁或者铁合金的粉末。相对于实心的铁芯它能够存储更多能量，有线性的效能，没有强烈的饱和过渡。

## 电感阻抗

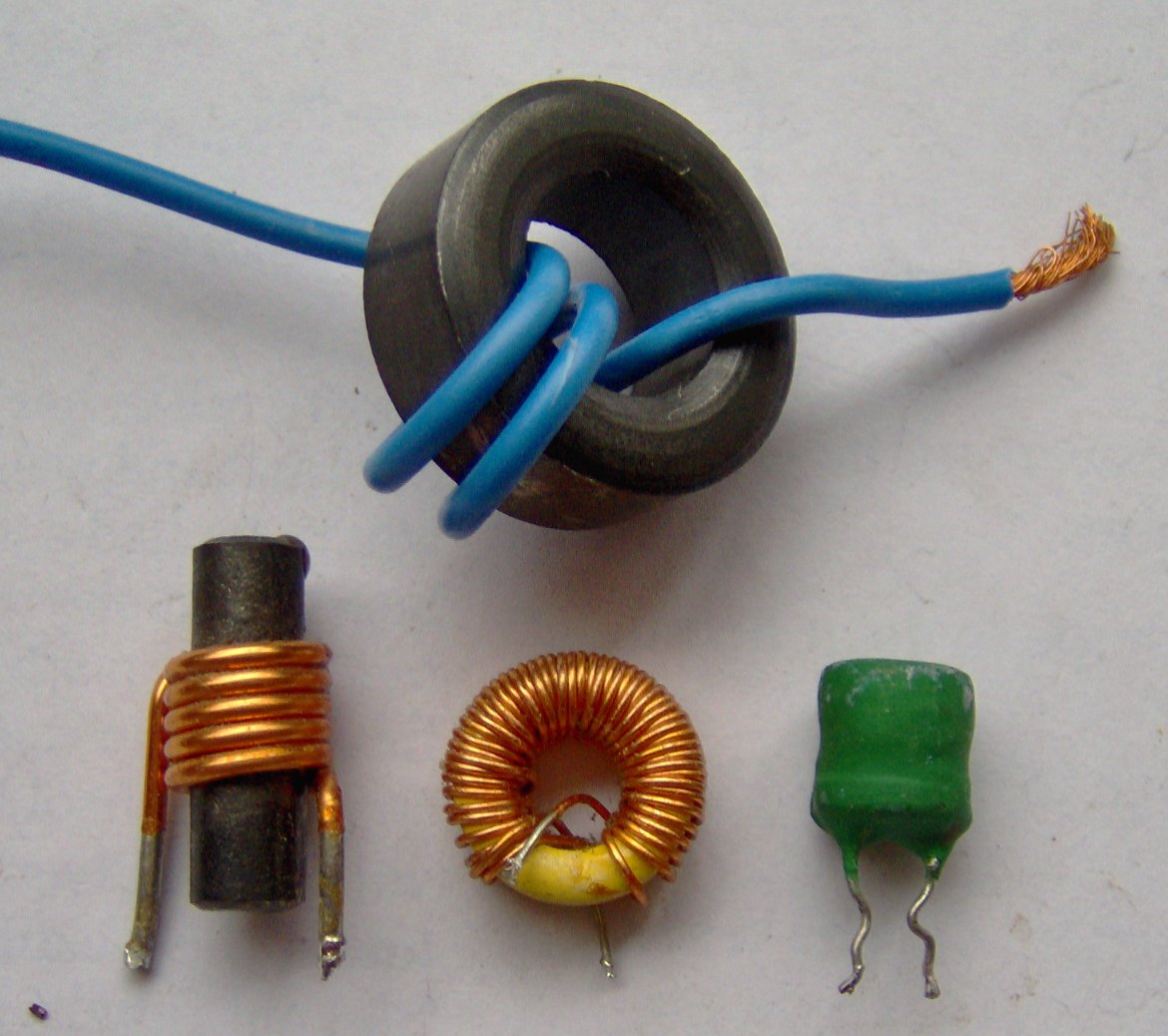
高频扼流圈

在高频放大器如喇叭或者电台的放大器里一般使用空芯扼流圈，因为铁氧体在这种情况下无法使用。在低通滤波器里一般使用扼流圈和电容组合来分离不同的频率。通过压抑高频部分扼流圈可以使得电流变化的梯度变平，把交流电整流后变得平滑。

## 饱和扼流圈
饱和扼流圈利用芯质磁饱和的现象：在晶閘管电路里在电流开始流的时候饱和扼流圈限制电流上升的速度，在电流上升到一定程度后由于饱和它几乎完全丧失其电感。

## 传感器扼流圈
传感器可以通过直流电磁化来控制扼流圈的电感和虚阻抗。通过磁化饱和的电流强度可以被改变，由此可以通过直流电来控制交流电。